# On peut tous rêver
Albums de Manau
Fest Noz de Paname
(2000) Best of
(2007)
On peut tous rêver est le troisième album de Manau sorti en 2005.

## Pistes
| No  | Titre                               | Durée |
| --- | ----------------------------------- | ----- |
| 1.  | Con j'pense                         | 3:37  |
| 2.  | Qu'est ce qu'on fait de nous        | 4:12  |
| 3.  | C'était juste une belle journée     | 4:10  |
| 4.  | Je sens que j'avance (Le Bousier)   | 4:40  |
| 5.  | On peut tous rêver                  | 4:04  |
| 6.  | J'aime ce style                     | 4:06  |
| 7.  | On ne rigole pas pour une triplette | 3:39  |
| 8.  | Le Beurre salé                      | 3:15  |
| 9.  | On a mis du temps (Breizh-île)      | 3:55  |
| 10. | Phare ouest                         | 3:55  |
| 11. | Une génération                      | 4:27  |
| 12. | Je parle II                         | 2:46  |